# 2nd W
Albums de W
Duo U&U
(2004)
Singles
 2nd W  (デュオU&U) est le deuxième album du groupe de J-pop W, sorti en 2005.

## Présentation
L'album sort le 2 mars 2005 au Japon sous le label zetima, écrit (sauf trois reprises) et produit par Tsunku. Il atteint la 11e place du classement de l'Oricon, et reste classé pendant quatre semaines, pour un total de 27 534 exemplaires vendus durant cette période. Les premiers exemplaires ("First Press") contiennent trois cartes de collection en supplément et sont insérés dans un boitier spécial.
L'album contient treize titres : neuf chansons écrites et composées par Tsunku, trois reprises (deux de The Peanuts et une de Junko Sakurada), et un interlude musical. Trois des chansons étaient déjà sorties en singles : Aa Ii Na! et Robo Kiss en 2004, et Koi no Fuga un mois auparavant. La reprise de 17sai yo Sayōnara est une adaptation en japonais de la chanson italienne Arrivederci de Umberto Bindi.
L'album restera le dernier du groupe ; un troisième album intitulé W3 : Faithful  était prévu sortir un an plus tard, mais sa sortie sera annulée à la suite de la suspension puis du renvoi de l'une de ses membres, Ai Kago, pour un scandale médiatique, qui entrainera la séparation du duo.

## Liste des titres
1. W no Theme (Wのテ～マ?) – 1:11
2. Dekoboko Seventeen (デコボコセブンティーン?) – 4:05
3. Robo Kiss (ロボキッス?) – 3:35
4. Samidare Koi Uta (五月雨恋歌?) – 3:48
5. Aa Ii Na! (あぁ いいな!?) – 3:49
6. Dakishimenaide ~Nikki Tsuki~ (抱きしめないで～日記付き～?) – 5:21
7. Da-bu-ru-yū Joshi Kōtō Gakkō Kōka (打武留友女子高等学校校歌?) – 3:03
8. 18 ~My Happy Birthday Comes!~ – 4:17
9. Koi no Fuga (恋のフーガ?) – 2:19 (reprise de The Peanuts)
10. Interlude (INTERLUDE?) – 0:24
11. Jūshichi no Natsu (十七の夏?) – 3:10 (reprise de Junko Sakurada)
12. 17sai yo Sayōnara (Arrivederci) (17才よさようなら...?) – 3:28 (reprise de The Peanuts)
13. Mada Mō Chotto Amaeteitai (まだ もうちょっと 甘えていたい?) – 4:18